# Crystal Tools
Crystal Tools (ou White Engine) é um motor de jogo de sétima geração construída para futuros jogos da Square Enix. O jogo mais recentemente anunciado a utilizar ele é o Final Fantasy XIII. Ele foi originalmente planejado para o PlayStation 2, mas foi movido para o PlayStation 3, depois da equipe de desenvolvimento tomar conhecimento do poder da plataforma.
Um dos principais aspectos do White Engine é que ele proporciona CGI fotorealistas a serem renderizados em tempo real. Ele também manipula processamento de audio, transição cinemática cut-scenes, cálculo de efeitos físicos e renderização de efeitos especiais.
O White Engine usa 4 dos 6 elementos de processamento sinergisticos (synergistic processing elements - SPE) disponivel para jogos no Processador Cell, para obter qualidades próximas da pre-renderização em tempo real.

## Jogos
Esta é a lista de jogos que usam este motor:
- Final Fantasy XIII
- Final Fantasy XIII-2
- Final Fantasy Versus XIII
- Final Fantasy XIV